# Enrique Correa Cañedo
Enrique Correa Cañedo (Madrid, 16 de setembre de 1889 -Lleida, 2 de novembre de 1954) va ser un militar espanyol.

## Biografia
Militar professional, pertanyia a l'arma d'infanteria de l'Exèrcit de Terra. El juliol del 1936, a l'esclat de la Guerra civil, ostentava el grau de comandant i es trobava destinat en el Regiment d'infanteria «Albuera» n. 16, amb base a Lleida. Es va mantenir fidel a la República, integrant-se en l'Exèrcit Popular de la República. A mitjan 1937, després d'haver ascendit al grau de tinent coronel, va assumir el comandament de la 146a Brigada Mixta al front d'Aragó. Durant l'ofensiva d'Aragó va arribar a manar breument la Divisió «A», formada amb unitats republicanes escampades que s'havien retirat a rereguarda.